# FC Ingolstadt 04
Fußball-Club Ingolstadt 2004 e.V., hay còn được gọi là FC Ingolstadt 04 hoặc FC Ingolstadt, là câu lạc bộ bóng đá Đức thành lập tại Ingolstadt, Bavaria. Đội thành lập vào năm 2004 sau khi sáp nhập 2 đội bóng: ESV Ingolstadt-Ringsee 1919 và MTV Ingolstadt 1881.

## Lịch sử

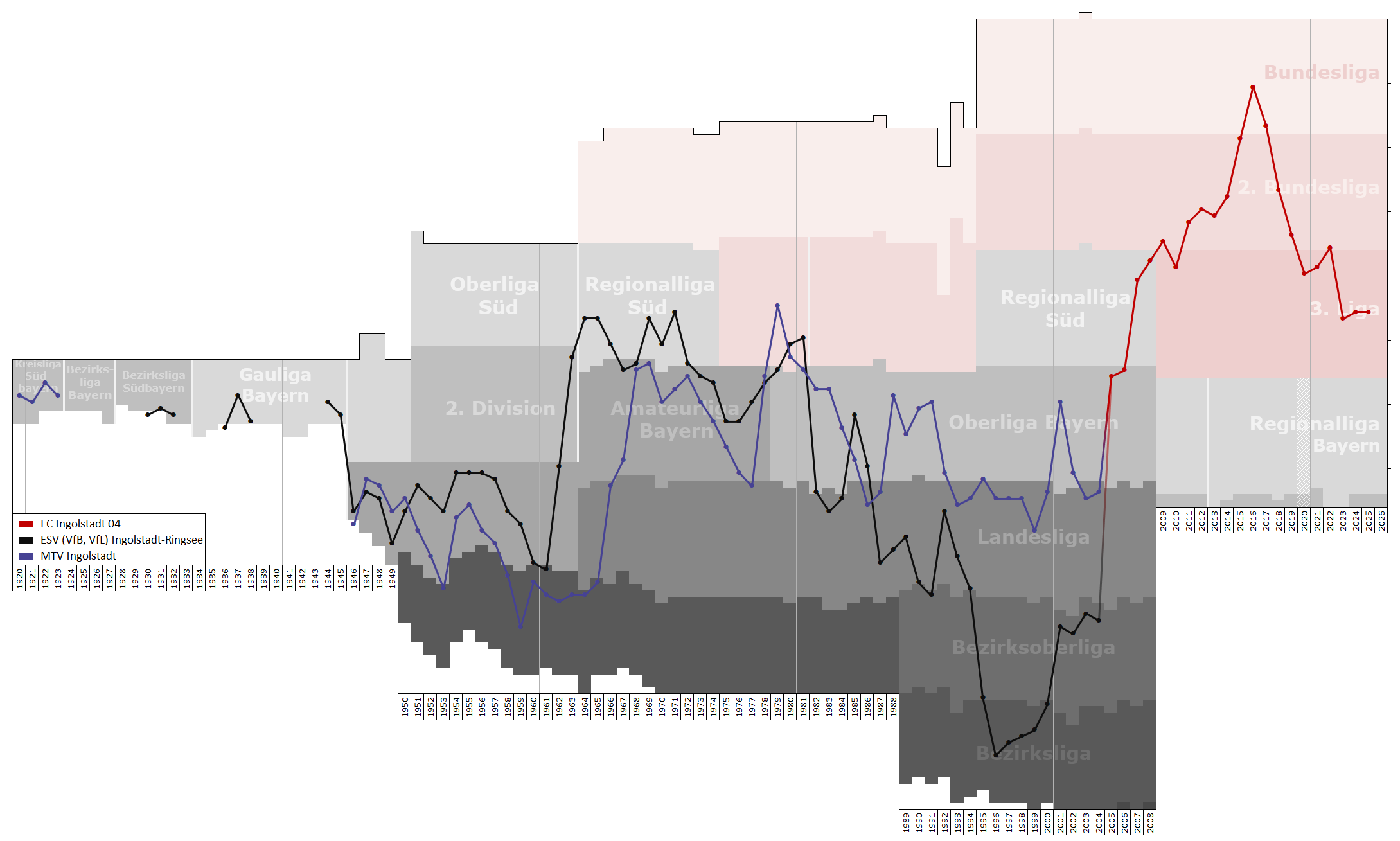
Biểu đồ lịch sử về FC Ingolstadt và thành tích ở các giải đấu của đội tiền nhiệm

### ESV Ingolstadt
ESV Ingolstadt (Eisenbahner-Sportverein Ingolstadt-Ringsee e.V.) được thành lập vào năm 1919 dưới tên FC Viktoria. Hai năm sau, các cầu thủ bóng đá của Turnverein 1861 Ingolstadt gia nhập câu lạc bộ để thành lập nên VfR Ingolstadt. Một số câu lạc bộ khác từ quận Ringsee đã hợp nhất với câu lạc bộ này, nhưng không hiệu quả. Thành tích của câu lạc bộ không quá một vài mùa giải ở Gauliga Bayern vào năm 1936–38. Sau Thế chiến II, câu lạc bộ được thành lập lại với tên VfR Ingolstadt, đổi tên thành Erster Sportverein Ingolstadt (Câu lạc bộ thể thao Ingolstadt đầu tiên) vào năm 1951 và sau đó đổi lại thành hình thức hiện tại vào năm 1953 khi "E" trở thành viết tắt của Eisenbahner để phản ánh sự liên kết của nó với đường sắt.
ESV Ingolstadt tham gia Regionalliga Süd (II) vào năm 1963 khi Bundesliga – giải bóng đá chuyên nghiệp Đức – được thành lập. Sau khi thăng hạng giữa hạng II và hạng III, giới hạn với hai mùa giải ở 2. Bundesliga Süd từ năm 1979 đến năm 1981, câu lạc bộ bắt đầu xuống hạng III đến Landesliga Bayern-Süd (IV), thi đấu lần cuối vào mùa giải 1993–94. Bản thân câu lạc bộ vẫn tiếp tục hoạt động cho đến khi phá sản vào mùa hè năm 2004 và những cầu thủ bóng đá ở đó phải gia nhập FC Ingolstadt 04. ESV tiếp tục hoạt động cho đến ngày nay, cung cấp một số hoạt động thể thao khác, đồng thời công nhận FC 04 trên trang web của mình.

### MTV Ingolstadt
MTV Ingolstadt (Männer-Turn-Verein von 1881 Ingolstadt) là câu lạc bộ thể thao lớn nhất của thành phố với 3.400 thành viên và có mối quan hệ mật thiết với đội bóng đá của thành phố. Câu lạc bộ được thành lập vào năm 1881 và tham gia các hoạt động bóng đá vào năm 1905. Các cầu thủ thành lập một câu lạc bộ riêng của mình vào năm 1924, nhưng trở lại thành lập vào năm 1933 theo chỉ đạo của các cơ quan thể thao ở Đế chế thứ ba. Sau  Thế chiến II, chính quyền Đồng minh đã ra lệnh giải thể tất cả các tổ chức ở Đức, bao gồm cả các hiệp hội thể thao. Câu lạc bộ được thành lập lại với tên gọi Städtischer SV Ingolstadt 1881. Tên ban đầu của họ được khôi phục vào năm 1948.
MTV đã trải qua hai mùa giải ở 2. Bundesliga Süd sau khi vô địch Amateurliga Bayern và 1. FC Haßfurt từ chối thăng hạng vào năm 1978. Khi ESV phá sản vào năm 2004, MTV đã cho phép các cầu thủ của mình rời đi để giúp thành lập FC Ingolstadt.

### Hiện tại
FC Ingolstadt mới bắt đầu thi đấu ở Oberliga Bayern (IV) và về nhì trong mùa giải đầu tiên, mùa giải 2004–05. Thành công của họ tiếp tục được duy trì trong mùa giải 2005–06 khi họ giành được chức vô địch cấp sư đoàn và giành quyền thăng hạng. Họ kết thúc Regionalliga Süd (III) mù giải 2006–07 ở vị trí thứ 5. Việc tái cơ cấu các giải đấu đã được lên kế hoạch cho mùa giải 2008–09 với sự ra đời của giải hạng ba quốc gia và FC sẽ phải kết thúc mùa giải 2007–08 Regionalliga trong top 10 để đủ điều kiện. Họ đã vượt qua mục tiêu đó bằng cách về nhì và thăng hạng lên 2. Bundesliga.
Ingolstadt đã giành chiến thắng trong trận đấu đầu tiên ở giải hạng hai, nhưng những tháng tiếp theo, câu lạc bộ tỏ ra kém thành công hơn và đến kỳ nghỉ giữa mùa đông, họ đã tụt xuống vị trí thứ 12. Nửa sau của mùa giải thậm chí còn tồi tệ hơn khi câu lạc bộ chỉ giành được 1 chiến thắng sau 18 trận. Cuối cùng, họ kết thúc mùa giải ở vị trí thứ 17 và quay trở lại 3. Liga.
Đội bóng đã có một màn trình diễn ổn định ở giải hạng ba và kết thúc mùa giải ở vị trí thứ ba. Một thể thức thăng hạng/xuống hạng mới đi kèm với sự ra đời của 3. Liga và việc câu lạc bộ về đích đã giúp họ giành được suất đá play-off gặp Hansa Rostock về đích ở vị trí thứ 16 (thứ ba chung cuộc) tại 2. Bundesliga. Ingolstadt đã thắng cả hai lượt trận play-off và trở lại giải hạng hai cùng với hai đội dẫn đầu, những đội này tự động thăng hạng.
Ngày 17 tháng 5 năm 2015, họ đã giành được danh hiệu 2. Bundesliga 2014–15 và giành quyền thăng hạng lên Bundesliga lần đầu tiên trong lịch sử. Ingolstadt đứng thứ 11 tại Bundesliga 2015-16, nhưng ở mùa giải sau đó, họ tụt xuống thứ 17 và phải quay trở lại Bundesliga 2.
Ở giải 2. Bundesliga 2018–19, Ingolstadt kết thúc ở vị trí thứ 16 và thua SV Wehen Wiesbaden tại trận play-off xuống hạng vì luật bàn thắng sân khách.
Ở giải 3. Liga 2019–20, họ đủ điều kiện tham dự play-off thăng hạng, nhưng lại đau lòng hơn khi bàn thắng thứ 2 của Fabian Schleusener khiến Ingolstadt thua FC Nürnberg bằng luật bàn thắng sân khách.
Ở 3. Liga 2020–21, Ingolstadt một lần nữa góp mặt trong play-off thăng hạng, và chiến thắng 3–0 trước VfL Osnabrück ở trận lượt đi đã giúp họ có lợi thế để bước vào trận lượt về. Dù thua 3–1 ở trận lượt về, nhưng Ingolstadt thắng với tổng tỷ số 4–3, qua đó giành vé lên chơi tại 2. Bundesliga 2021–22. Tuy nhiên, câu lạc bộ đã phải quay trở lại 3. Liga ở vòng đấu thứ 31, sau trận hòa 2–2 trước Karlsruhe.

## Danh hiệu
| - Bundesliga 2 (II) - Vô địch: 2014–15 - Regionalliga Süd (III) - Á quân: 2008 - Bayernliga (IV) - Vô địch: 2006 - Á quân (2): 2005, 2011‡ - Landesliga Bayern-Süd (V) - Á quân: 2008‡ - Bezirksoberliga Oberbayern (VI) - Á quân: 2006‡ - Cúp Bavaria - Á quân: 2005 - Oberbayern Cup - Vô địch: 2005, 2006, 2007 | - U-19 Bayernliga - Vô địch: 2015 - U-17 Bayernliga - Vô địch: 2013 - U-15 Bayernliga - Vô địch: 2014, 2016 - Bezirksoberliga Oberbayern - Vô địch: 2015–16‡ |

- ‡ Đội dự bị

## Cầu thủ

### Đội hình hiện tại
Tính đến 5 tháng 1 năm 2023
Ghi chú: Quốc kỳ chỉ đội tuyển quốc gia được xác định rõ trong điều lệ tư cách FIFA. Các cầu thủ có thể giữ hơn một quốc tịch ngoài FIFA.
| Số | VT | Quốc gia      | Cầu thủ                           |
| -- | -- | ------------- | --------------------------------- |
| 1  | TM | Đức           | Marius Funk                       |
| 3  | HV | Đức           | Dominik Franke                    |
| 6  | TV | Đức           | Rico Preißinger                   |
| 7  | TĐ | Kosovo        | Valmir Sulejmani                  |
| 8  | TV | Đức           | Tim Civeja (cho mượn từ Augsburg) |
| 9  | TĐ | Đức           | Patrick Schmidt                   |
| 10 | TV | Đức           | Maximilian Dittgen                |
| 11 | TĐ | Đan Mạch      | Tobias Bech                       |
| 14 | TV | Ghana         | Hans Nunoo Sarpei                 |
| 15 | HV | Serbia        | Nikola Stevanović                 |
| 16 | HV | Bắc Macedonia | Visar Musliu                      |
| 17 | HV | Đức           | Calvin Brackelmann                |
| 20 | TV | Hoa Kỳ        | Jalen Hawkins                     |
| 21 | HV | Đức           | Tobias Schröck (đội trưởng)       |

| Số | VT | Quốc gia | Cầu thủ              |
| -- | -- | -------- | -------------------- |
| 22 | HV | Đức      | Marcel Costly        |
| 23 | TV | Đức      | Denis Linsmayer      |
| 25 | TĐ | Kosovo   | Arian Llugiqi        |
| 27 | TĐ | Guinée   | Moussa Doumbouya     |
| 29 | TV | Ba Lan   | David Kopacz         |
| 31 | TĐ | Đức      | Justin Butler        |
| 37 | TĐ | Đức      | Pascal Testroet      |
| 38 | HV | Đức      | Maximilian Neuberger |
| 40 | TM | Đức      | Markus Ponath        |
| 43 | TV | Đức      | Felix Keidel         |
| 45 | HV | Đức      | Thomas Rausch        |
| 46 | TM | Đức      | Maurice Dehler       |
| 47 | HV | Đức      | David Udogu          |